# Lysasterias chirophora
Lysasterias chirophora är en sjöstjärneart som först beskrevs av Ludwig 1903.  Lysasterias chirophora ingår i släktet Lysasterias och familjen trollsjöstjärnor. Inga underarter finns listade i Catalogue of Life.